# IEEE 802.1D
IEEE 802.1D는 브리징, 신장 트리 프로토콜 등을 포함하는 이더넷 MAC 브리지 표준이다. 이는 IEEE 802.1 작업 그룹에 의해 표준화되었다. 여기에는 널리 배포된 802.3(이더넷), 802.11(무선 LAN) 및 802.16(WiMax) 표준을 포함하여 다른 많은 802 프로젝트를 연결하는 것과 관련된 세부 정보가 포함되어 있다.
VLAN(가상 랜)을 사용하는 브리지는 802.1D의 일부가 된 적이 없으며 대신 1998년에 처음 발표된 별도의 표준인 802.1Q에 지정되었다.
2014년에는 IEEE 802.1D에서 정의한 모든 기능이 IEEE 802.1Q-2014(브리지 및 브리지 네트워크) 또는 IEEE 802.1AC(MAC 서비스 정의)에 통합되었다. 802.1D는 2022년에 공식적으로 폐지될 것으로 예상된다.

## 같이 보기
- 신장 트리 프로토콜